# Pavlová
Pavlová est une commune du district de Nové Zámky, dans la région de Nitra, en Slovaquie.

## Histoire
La première mention écrite du village date de 1135.
La localité fut annexée par la Hongrie après le premier arbitrage de Vienne le 2 novembre 1938. En 1938, on comptait 546 habitants dont 3 d'origine juive. Elle faisait partie du district de Szob (hongrois : Szobi járás). Le nom de la localité avant la Seconde Guerre mondiale était Páld. Durant la période 1938-1945, le nom hongrois Garampáld était d'usage. À la libération, en 1945, la commune a été réintégrée dans la Tchécoslovaquie reconstituée.

## Démographie

### Évolution de la population
| Année:               | 1994. | 2004.    | 2014.    | 2024.    |
| -------------------- | ----- | -------- | -------- | -------- |
| Nombre de personnes: | 323   | 274      | 236      | 205      |
| Différence:          |       | -15,17 % | -13,86 % | -13,13 % |

| Année:               | 2023. | 2024.  |
| -------------------- | ----- | ------ |
| Nombre de personnes: | 200   | 205    |
| Différence:          |       | +2,5 % |